# فرانتیشک کوپکا
فرانتیشک کوپکا یا فرانک کوپکا (Frank Kupka یا François Kupka یا František Kupka) ٬(۲۳ سپتامبر ۱۸۷۱ - ۲۴ ژوئن ۱۹۵۷)، نقاش و گرافیست اهل چک بود. او یکی از پیشگامان و پدیدآورندگان جنبش هنر انتزاعی و سبک اورفیسم بوده است. آثار کوپکا ابتدا اساسی واقع گرایانه داشت، اما بعداً شکلی کاملاً انتزاعی به خود گرفت.